# Sören Wendland
Sören Wendland (* 30. Oktober 1985) ist ein ehemaliger deutscher Footballspieler.

## Laufbahn
Der aus Cuxhaven stammende Wendland begann als 14-Jähriger bei den Cuxhaven Northstars mit dem American Football, ab 2002 spielte er im Nachwuchs der Ritterhude Badgers, 2004 stand er für den Zweitligisten Weyhe Vikings auf dem Rasen. 2004 spielte er auch für die deutsche Junioren-Nationalmannschaft bei der Europameisterschaft in Moskau. Der 2,02 Meter große, zunächst in der Defensive Line, später in der Offensive Line eingesetzte Wendland wechselte danach zu den Hamburg Blue Devils, mit denen er 2005 in der höchsten deutschen Spielklasse, der GFL, antrat. Er legte am Amandus-Abendroth-Gymnasium in Cuxhaven seine Abiturprüfungen ab, 2006 ging Wendland an die Liberty University (US-Bundesstaat Virginia), nahm ein Wirtschaftsstudium auf und spielte Football an der dortigen Hochschulmannschaft in der ersten NCAA-Division. Mit den Liberty Flames gewann er viermal in Folge die Meisterschaft in der Big South Conference und beendete seine Hochschulbildung mit einem Bachelor-Abschluss in Internationaler Wirtschaft und einem Master im Fach zwischenmenschliche Kommunikation.
Im Anschluss an seine Collegekarriere wurde er 2011 als ungedrafteter, vertragsloser Spieler für das Draftverfahren der National Football League (NFL) eingestuft, in das All-Big South Team gewählt und zur Senior-Scout-Bowl (Veranstaltung für NCAA-FCS-Spieler) eingeladen.
Der angestrebte Sprung in die NFL gelang ihm nicht, zur Saison 2011 wechselte Wendland nach seiner Rückkehr in sein Heimatland zu den Braunschweig Lions. Er spielte bis 2017 für die Braunschweiger und gewann in dieser Zeit mit der Mannschaft vier Mal die deutsche Meisterschaft (2013, 2014, 2015, 2016) sowie drei Mal den Eurobowl (2015, 2016, 2017). Wegen einer Knieverletzung verpasste er weite Teile der Saison 2012.
Nach der Spielerlaufbahn veranstaltete er zwischen 2016 und 2020 Footballcamps und betreute 2018 und 2019 als Trainer aushilfsweise die Offensiv Line der Berlin Adler.